# Apogonia decellei
Apogonia decellei är en skalbaggsart som beskrevs av Marc Lacroix 2008. Apogonia decellei ingår i släktet Apogonia och familjen Melolonthidae. Inga underarter finns listade i Catalogue of Life.